# Tanvi the Great
Pour plus de détails, voir Fiche technique et Distribution.
Tanvi the Great est un film dramatique indien réalisé par Anupam Kher et sorti en 2025,.

## Fiche technique
Sauf indication contraire, les informations mentionnées dans cette section peuvent être confirmées par les bases de données cinématographiques IMDb et Allociné,  présentes dans la section « Liens externes ».
- Titre original : Tanvi the Great
- Réalisation : Anupam Kher
- Scénario : Anupam Kher, Suman Ankur et Abhishek Dixit
- Musique : M. M. Keeravani
- Décors : Urvi Asher
- Costumes : Rohit Chaturvedi
- Photographie : Keiko Nakahara
- Son : Resul Pookutty et Kumar Vijay
- Montage : Tushar Parekh
- Production : Anupam Kher
  - Coproduction : Anish Batlaw, Anish Behl, Krishnan Iyer, Prithul Kumar, Jashvant Patel, Rajeev Sawhney, Rakesh Shah et Veer Singh
  - Production associée : Herman De Souza, Raju Kher, Sikandar Kher, Shivaram Mony, Harsh Pundit, Sangeeta Shah et Ritesh Taksande
  - Production exécutive : Ashish Dixit, Amit Mehta, Sudesh Nanu et Vanessa Roy
  - Production déléguée : Aditya Shastri et Tarun Talreja
- Société de production :
- Société de distribution : Friday Entertainment
- Pays de production :  Inde
- Langue originale : hindi
- Format : Drame
- Durée : 150 minutes
- Dates de sortie :
  - France :
    - 17 mai 2025 (Cannes)
    - 16 juillet 2025 (en salles)

  - Inde : 18 juillet 2025

## Distribution
- Shubhangi
- Iain Glen
- Sammy Jonas Heaney
- Vrinda Kher
- Anupam Kher
- Jackie Shroff
- Boman Irani
- Aravind Swami
- Pallavi Joshi
- Karan Tacker